# Bergführerdenkmal
Das Bergführerdenkmal ist ein Denkmal in St. Niklaus Dorf im Schweizer Kanton Wallis. Es wurde im Jahre 1995 vom Verein Zaniglaser Bergführerwesen zu Ehren
- der britischen Bergsteigerinnen des Ladies’ Alpine Club,
- der britischen Bergsteiger des Alpine Club und
- der Bergführer der Gemeinde St. Niklaus

errichtet. Es soll vor allem an die Pioniere des Alpinismus erinnern, die insbesondere über die ersten zwei Generationen hinweg weltweit das Bergführerwesen massgeblich prägten. Die Bergführer von St. Niklaus haben weltweit über 300 Erstbesteigungen vollbracht. Keine andere Gemeinde im Alpenraum hat so viele grosse Bergführer hervorgebracht wie St. Niklaus im Mattertal, das sich zum Zentrum des Bergführerwesens entwickelte.

## Lage

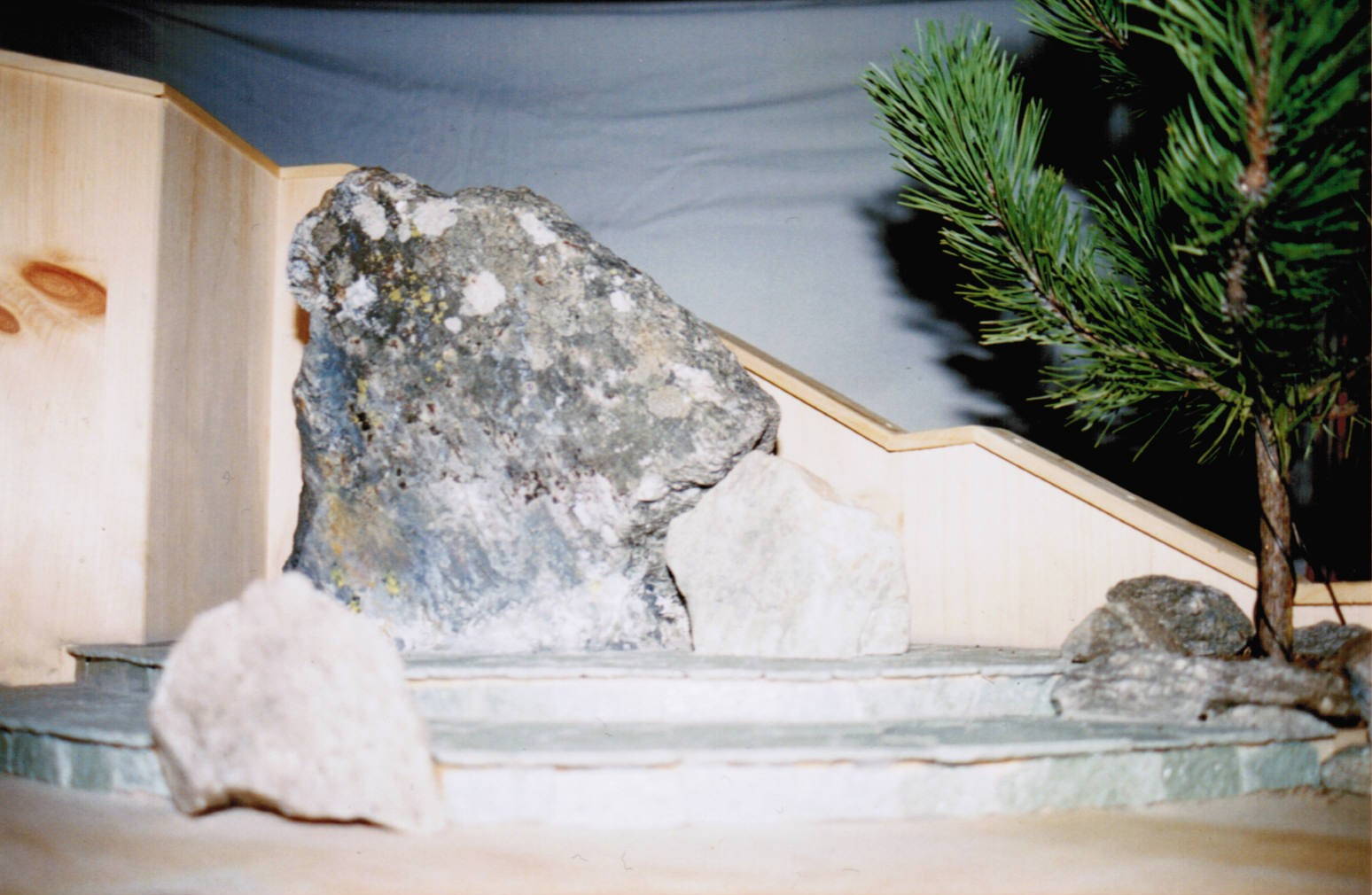
Das Modell des Bergführerdenkmals im Massstab 1:20

Das Bergführerdenkmal befindet sich in 1116 m ü. M. auf dem Kirchplatz der Pfarrgemeinde St. Niklaus. Der Standort des Bergführerdenkmals wurde bei der Kirche gewählt, da sich dort ein Grossteil des öffentlichen Lebens vollzieht und da bis heute einundzwanzig Bergführer aus St. Niklaus eines nicht natürlichen Todes gestorben sind (Stand 12. September 2016).

## Geschichte

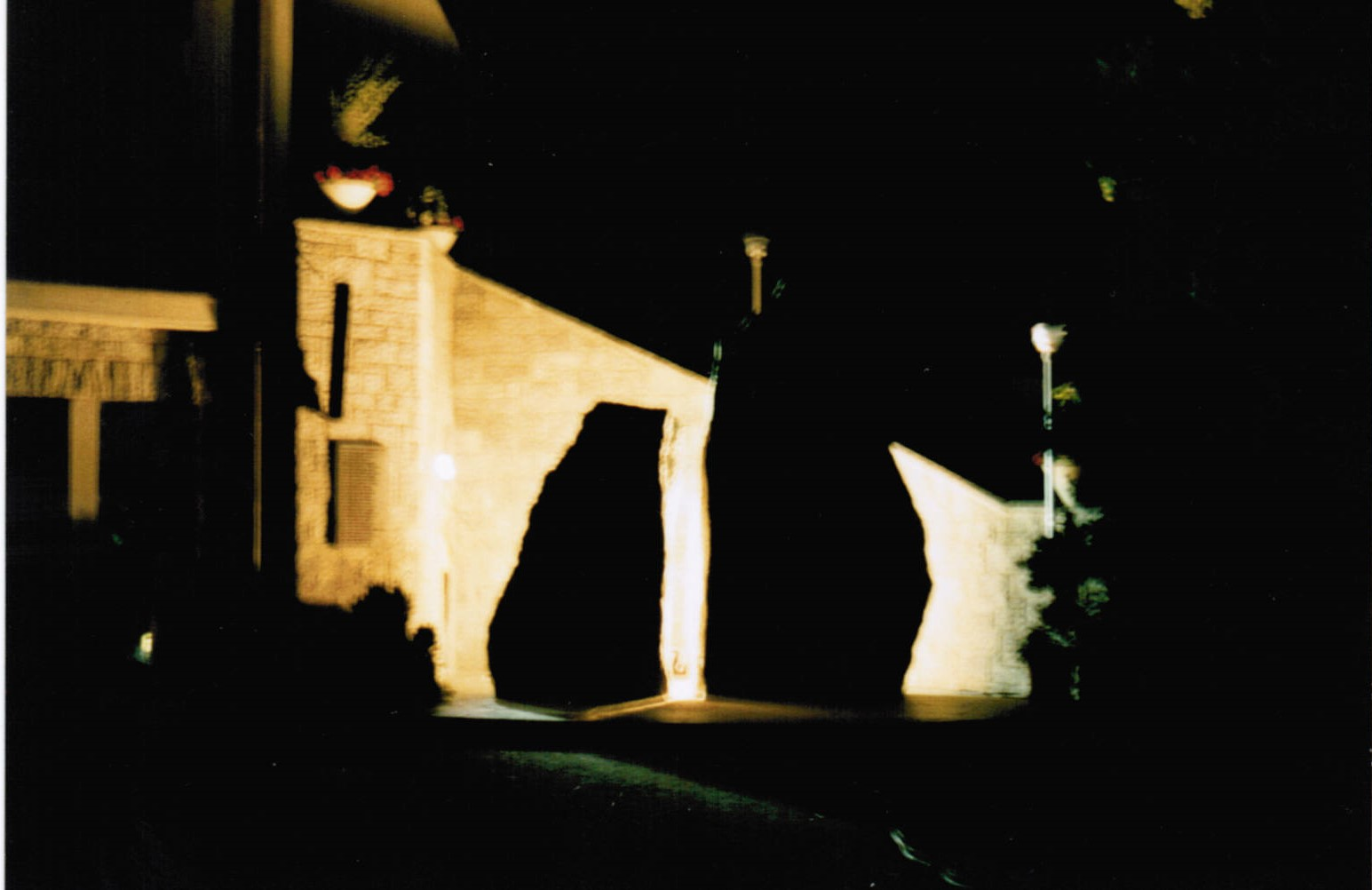
Ursprünglich vom Künstler konzipierte Beleuchtung des Bergführerdenkmals. Heute wird es von vorne beleuchtet.

Um dem allgemeinen Vergessen der Geschichte des Zaniglaser Bergführerwesens Einhalt zu bieten, kam es zur Gründung des Vereins Zaniglaser Bergführerwesen. Dieser bezweckt die Aufarbeitung und Pflege der Bergführertradition der Gemeinde St. Niklaus. Von Anfang war es das Ziel, eine Gedenkstätte für alle Bergführer der Gemeinde St. Niklaus zu schaffen. Um die Gönner, Pfarrgemeinde und Gemeinde überzeugen zu können, wurde des Weiteren mittels eines Modells geworben, das im Massstab 1:20 vom Künstler und Architekten Thomas Imboden gestaltet wurde. Während der 10. Heimattagung konnte dann am 4. Juni 1995 das Bergführerdenkmal unter Anwesenheit des Alpine Club eingeweiht werden, das vollumfänglich durch Sponsorengelder finanziert wurde.

## Beschreibung
Das Bergführerdenkmal besteht aus zwei mächtigen Augengneissteinen aus der Gegend der Weiler Hellenen und Brand, die sich an der rechten Talflanke oberhalb St. Niklaus Dorf auf 1523 m ü. M. und 1528 m ü. M. befinden. Die Steine wurden in ihrer natürlichen vorgefundenen Gestalt belassen. Sie stehen auf einem Fundament, das mit St. Niklaus Quarzit eingekleidet wurde.

### Die Pioniere

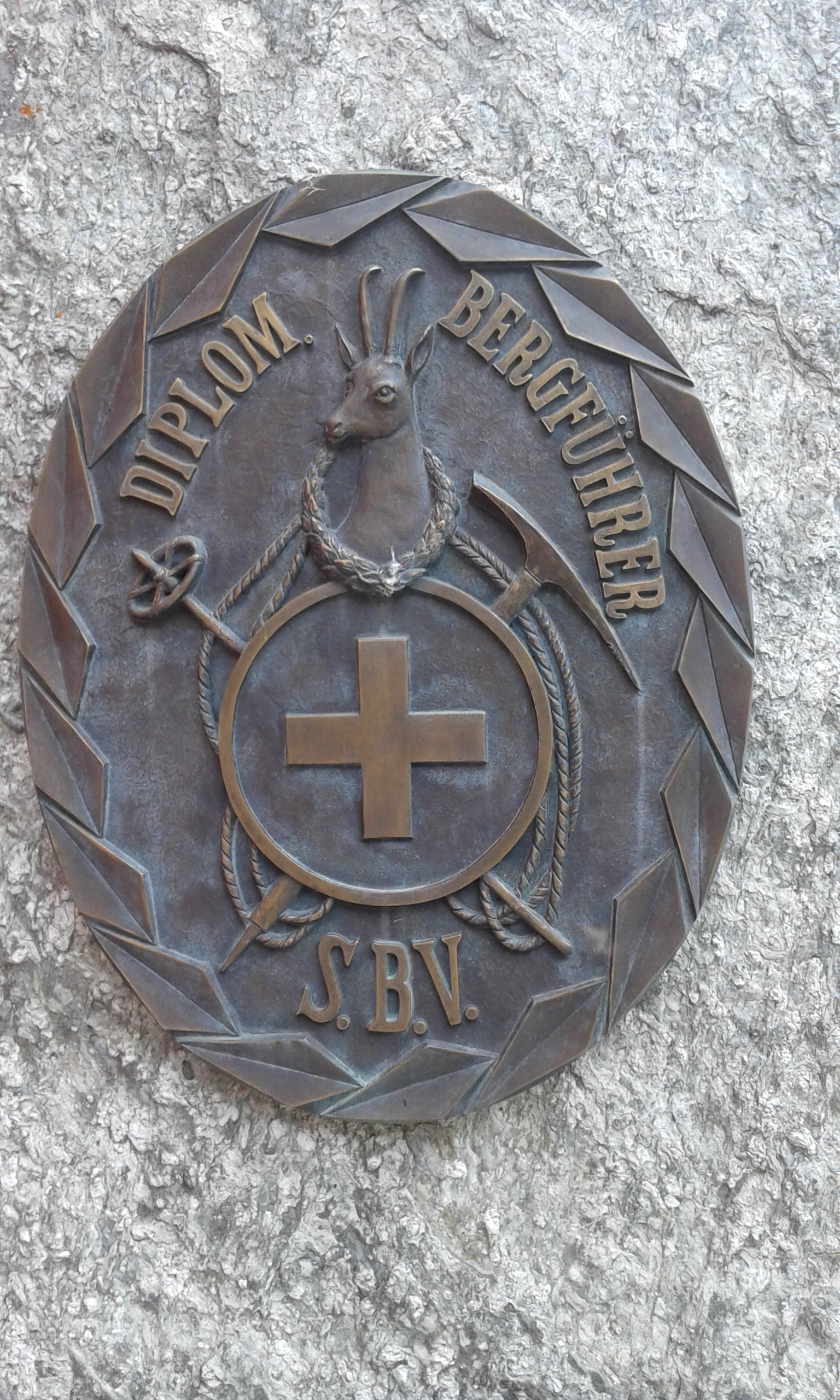
Bronze-Originalabzeichen (70 × 55 cm) der diplomierten Bergführer des Schweizer Bergführerverbands (S.B.V.) auf dem kleineren Stein des Bergführerdenkmals

Der kleinere Stein mit einer Höhe von 2,50 Metern trägt das Originalabzeichen der Schweizer Bergführer in Bronze (70 × 55 cm) und darunter eine zweite Bronzetafel (70 × 100 cm), die sowohl die Inschrift
| ZUM GEDENKEN DER ZANIGLASER BERGFÜHRER DIE PIONIERE |

als auch die Namen der Pioniere des Bergführerwesens vorweist:
- Josef Marie Lochmatter (1833–1882)
  - Gründer und Stammvater des bekannten Zaniglaser Bergführerwesens
  - «König des Matterhorns» (4478 m ü. M.), er vollbrachte im Jahre 1868 die Zweitbesteigung des Hörnligrates am Matterhorn und hatte bis zu seinem Unfalltod im Jahre 1882 an der Dent Blanche (4357 m ü. M.) faktisch ein Monopol für Matterhornführungen inne
  - 1868 Erbauer der ersten Matterhornhütte am Hörnligrat auf 3818 m ü. M.
- Peter Knubel (1832–1919)
  - 1874 Erstbesteiger des höchsten Berges Europas, des Elbrus mit 5642 m
  - Führer im hohen Alter, beispielsweise führte er mit 76 Jahren noch Matterhornführungen durch, die zumindest von Gästen in seinem Führerbuch gelobt werden, auch im 80. Lebensjahr hatte er mit Bergfreunden «seinen» Berg bestiegen[4]
- Alois Pollinger (1844–1910)
  - Erfinder der modernen Abseiltechnik mit doppeltem Seil
  - «König» schwieriger Klettertouren, beispielsweise führte er im Jahre 1882 die Erstbesteigung des Zinalgrats der Dent Blanche (4357 m ü. M.) durch, der nach einem Ausspruch von ihm auch unter dem Namen «Viereselsgrat» bekannt ist
- Josef Imboden (1840–1925)
  - Erster Bergführer im Himalaja
  - Erster Schweizer Bergführer, der die Höhe von 6'000 Meter überschritt
  - 1899 Erstbesteiger des nach ihm benannten Bergs Imbodentind (1565 m) in Norwegen
- Peter Sarbach (1844–1930)
  - Erster Bergführer in den kanadischen Rocky Mountains
  - 1897 Erstbesteiger des nach ihm benannten Bergs Mount Sarbach (3155 m) in Kanada

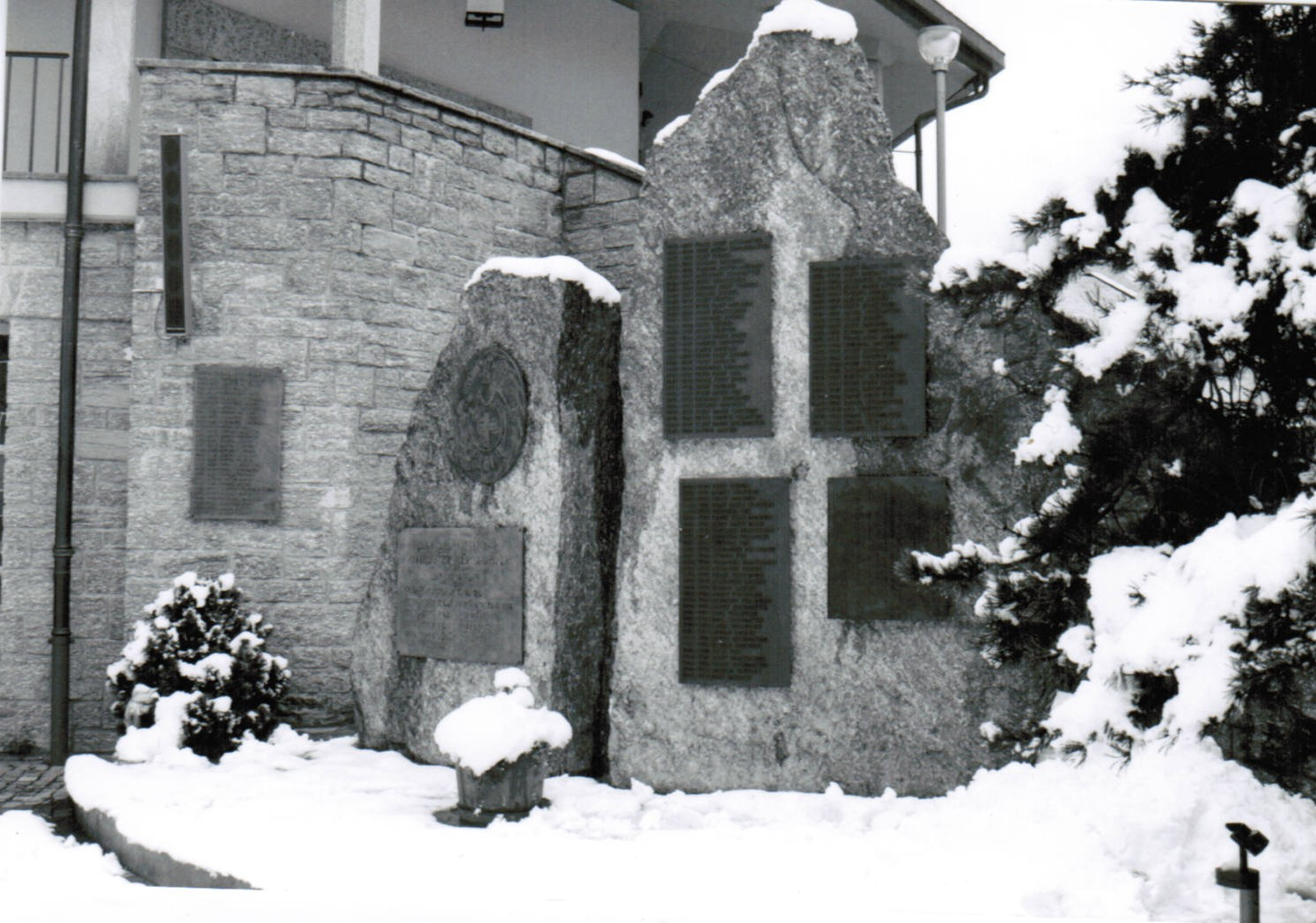
Bergführerdenkmal mit den insgesamt sieben Bronzetafeln. Der Zaun wurde später erstellt

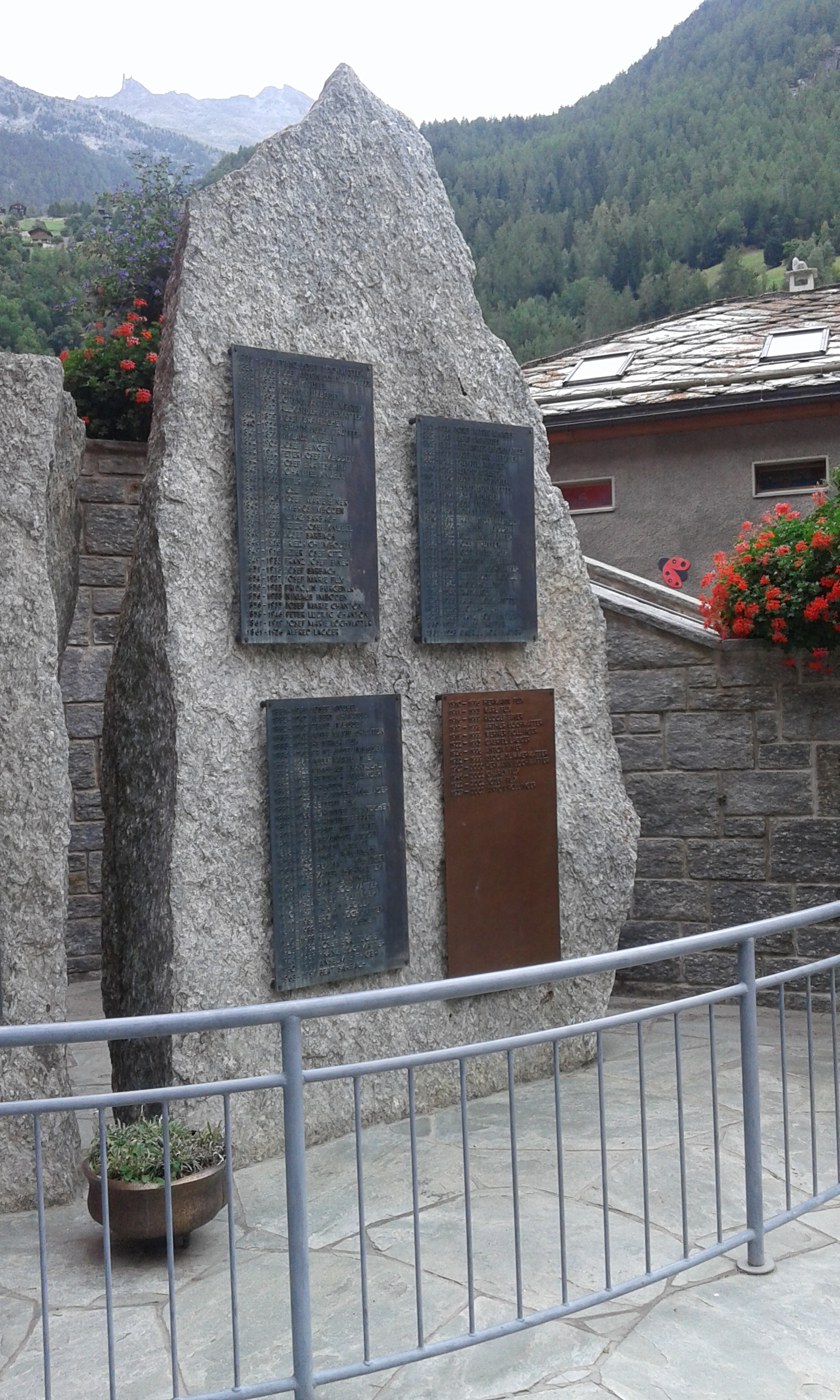
Der grössere Stein des Bergführerdenkmals mit vier Namenstafeln. Die vierte Bronzetafel unten rechts (55 × 114 cm) wurde im Jahre 2000 während der 11. Heimattagung erstmals aktualisiert, so dass das Bergführerdenkmal ab diesem Datum an insgesamt 105 Bergführer erinnert.

Der grössere Stein mit einer Höhe von 3,70 Metern trägt vier Bronzetafeln mit den Namen und dem Geburts- und Todesdatum aller weiteren nicht mehr lebenden St. Niklauser Bergführer. Oben links auf der ersten Bronzetafel (55 × 99 cm) sind u. a. die Namen der Bergführer von Franz Josef Lochmatter (1825–1897), Alexander Lochmatter (1837–1917) und Niklaus Knubel (1841–1877) zu finden:
- Franz Josef Lochmatter (1825–1897), der älteste Bruder von Josef Marie Lochmatter, brachte um 1860 den ersten Pickel, der in Chamonix in Gebrauch war, ins Mattertal bzw. in die Schweiz. Zudem war er im Jahre 1861 der Erstbesteiger des Liskamms (4527 m ü. M.) und im Jahre 1867 des Jägerhorns (3970 m ü. M.).[5] Er eröffnete im Jahre 1854 das erste Hotel in Macugnaga und nannte es «Monte Rosa». Er ist somit der Tourismuspionier von Macugnaga.
- Alexander Lochmatter (1837–1917), der jüngere Bruder von Josef Marie Lochmatter, beteiligte sich an den beiden Rettungsaktionen der Verunfallten der Erstbesteigung des Matterhorns. Diesbezüglich wurde er am 22. Juli 1865 als Zeuge aufgeboten. Das entsprechende Gerichtsprotokoll erschien 1920 in der Periodika Alpine Journal des Alpine Club in französischer Sprache, das auch die Aussagen von Alexander Lochmatter zum Unglück vom 14. Juli 1865 enthält. Er eröffnete im Jahre 1886 das «Hotel Lochmatter» in St. Niklaus Dorf.
- Niklaus Knubel (1841–1877), ein jüngerer Bruder von Peter Knubel, führte 1871 Lucy Walker als erste Frau aufs Matterhorn (4357 m ü. M.). Margaret Claudia Brevoort traversierte unter der Führung von Niklaus Knubel 1871 als erste Frau das Matterhorn von Zermatt nach Breuil. Auch führte Niklaus 1871 die erste Frau auf das Weisshorn (4506 m ü. M.) und die Dent Blanche (4357 m ü. M.).

### Die Söhne
Oben rechts auf der zweiten Bronzetafel (56 × 82 cm) des grösseren Steins des Bergführerdenkmals sind u. a. die Namen der Söhne der Pioniere der Bergführer von Josef Lochmatter, Josef Pollinger, Josef Knubel und Franz Lochmatter zu finden:
- Josef Lochmatter (1872–1915)
  - Begründer der neuen Schule und grosser All-Round-Bergführer
  - 1913 Erstbesteiger des nach ihm benannten Lochmatter-Kamins der Aiguille du Grépon (3482 m)
  - 1906 Erstbesteiger der Südwand des Täschhorns (4491 m ü. M.). 1955 berichtete Geoffrey Winthrop Young wie folgt: «Es ist nur richtig davon zu erzählen, denn ich glaube kaum, dass sich, was Überwindung natürlicher Schwierigkeiten, Widerstand gegen die Auswirkungen von Kalte, Müdigkeit und Ansteckung durch Niedergeschlagenheit und Angst betrifft, auf irgendeinem Gebiet des Abenteuers oder Konfliktes oft ihresgleichen fand.»[6]
  - 1905 Erstbesteiger des Furggengrats am Matterhorn. Der «König der Bergführer», Alexander Burgener hatte den Furggengrat als unersteigbar erklärt
  - Josef Lochmatter reiste um 1900 nach Norwegen, um sich dort die Skifahrtechnik noch besser anzueignen
- Josef Pollinger (1873–1943)
  - Führte im Jahre 1894 mit Frau Lily Bristow den ersten Abstieg am Zmuttgrat des Matterhorns durch
  - Mitglied der Expedition der erfolgreichen Erstbesteigung des höchsten Bergs Amerikas des Aconcagua (6958 m), womit ein neuer Höhenweltrekord aufgestellt wurde
  - 1899 erste Besteigung der Aiguilles von Chamonix zum aller ersten Mal von der Ostseite des Mer de Glace
  - Nach ihm benannter Mount Pollinger (2743 m) in Kanada
- Josef Knubel (1881–1961)
  - «König der Viertausender», denn in seiner Berufskarriere hat er über achthundertmal einen Viertausender erklommen
  - 1911 Erstbesteiger des nach ihm benannten Knubel-Kamins der Aiguille du Grépon (3482 m)
  - 1932 Erstbesteiger der über 1'800 Metern hohen Eiger-Nordwand über die Ostseite, die nach dem Namen einer seiner Gäste heute unter dem Namen «Lauper-Route» bekannt ist
- Franz Lochmatter (1878–1933)
  - 1912, 1922, 1925 und 1929 bis 1930 Auslandsführer von vier Himalaja-Expeditionen
  - Von ihm 1929 im pakistanischen Karakorum entdeckter und nach ihm benannter Schmetterling Micrarctia lochmatteri[7]

### Die Enkel
Unter links auf der dritten Bronzetafel (55 × 98 cm) des grösseren Steins des Bergführerdenkmals sind u. a. die Namen der Enkel der Pioniere der Bergführer von Erwin Lochmatter und Ulrich Imboden zu finden, die zudem erfolgreiche Unternehmer waren.

### Die Gäste
Zu Ehren der Bergsteigerinnen und Bergsteiger hängt an der Kirchenmauer neben dem Bergführerdenkmal eine siebte Bronzetafel mit der Inschrift
| BRITISH CLIENTS OF ST. NIKLAUS GUIDES |

und den Namen
- britischer Alpinistinnen wie Lucy Walker (1836–1916) und Aubrey Le Bond (1860–1934) sowie
- britischer Alpinsten wie Edward Whymper (1840–1911), Albert Mummery (1855–1895), Geoffrey Winthrop Young (1876–1958), Valentine John Eustace Ryan (1883–1947) u. a. (insgesamt 29 Personen),

die die St. Niklauser Bergführer sicher auf die zahlreichen Berge der Welt führten.